# 公安条例
公安条例（こうあんじょうれい）とは、地方公共団体の制定した、集会、集団行進、集団示威運動（デモ活動）の規制に関する条例である。
集団行動に際して、事前に公安委員会に許可申請をさせるもの。道路安全、治安維持を掲げて集会・デモの規制をする。

## 概説

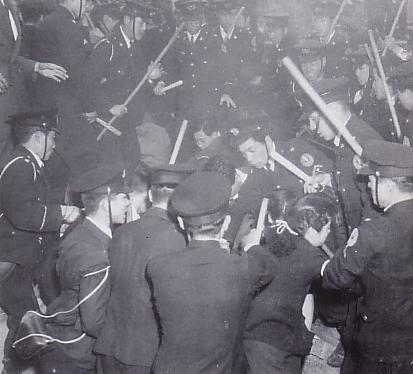
東京都公安条例に反対するデモを取り締まる警官隊

集団示威運動・集会・集団行進を規制することにより公共の安全と秩序を維持することを目的として制定されるものをいうことから、一般的に「公安条例」と呼ばれている。「公安条例」という語は条例の名称としては用いられていないが、最高裁判決などでは「いわゆる公安条例」としてこの語が用いられており、また多数の下級審判決や論文にも一般的に用いられていることから、「公安条例」という名称は定着しているといえる。
集団による行進や集会は、憲法21条1項で認められた表現の自由の行使の一形態であるが、単なる言論・出版による表現と異なり集団的行動を内容とし、また集団心理によって刺激、扇動などから暴徒と化す危険性も充分に考えられるとして規制の対象となっている。

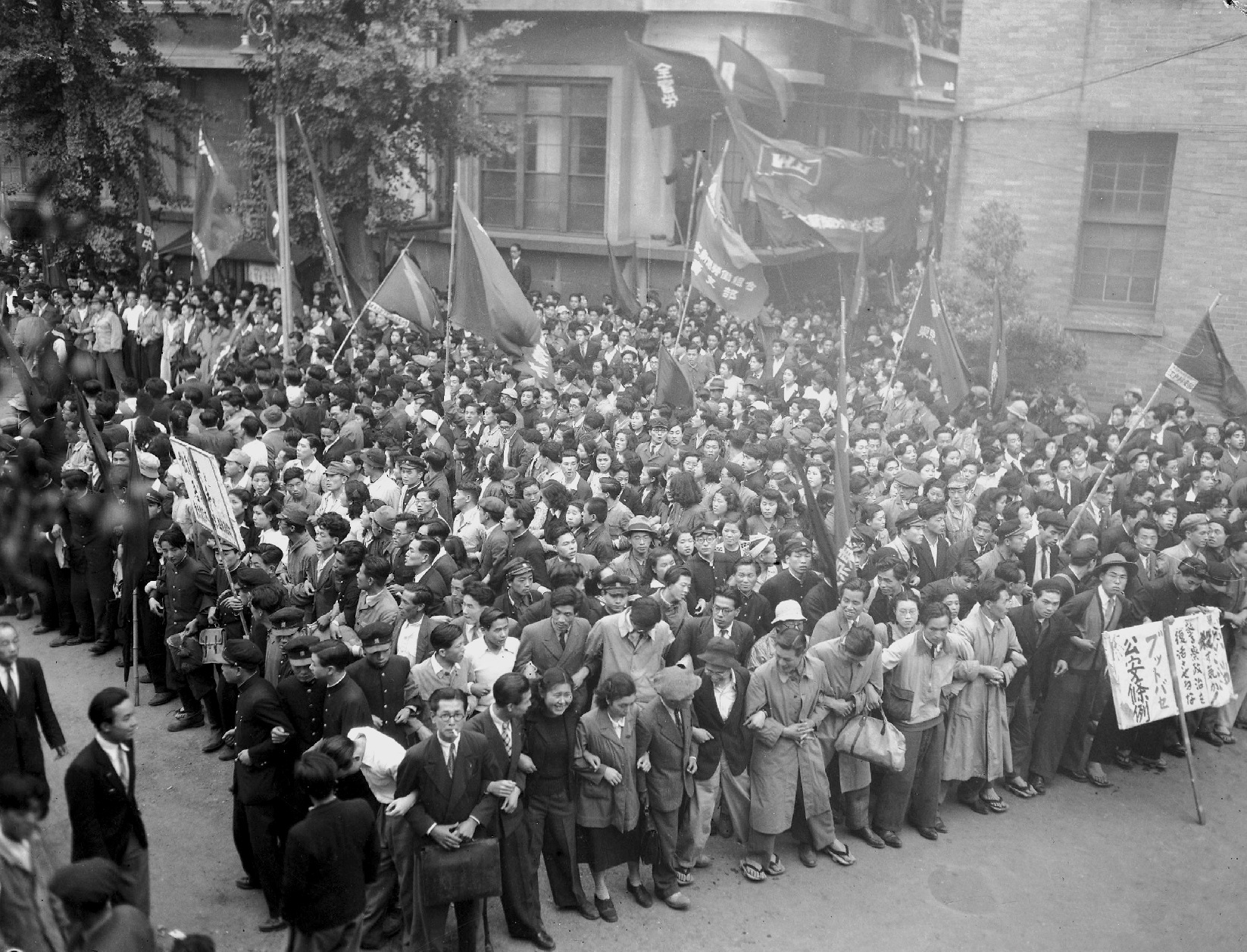
東京都公安条例反対デモ、昭和24年

第二次世界大戦終戦までの間、国民（当時は臣民）の集団示威運動は集会条例や治安警察法によって規制されていた。しかし、治安警察法が1945年に廃止されると戦後の権利意識の高揚とあいまって集団示威運動が頻繁に行われるようになった。1948年6月に福井地震が発生した際に震災に乗じて人心を惑乱する言動規制をすることを目的として同年7月7日に福井市で「災害時公安維持に関する条例」が、都道府県では同年7月16日の福井県で「震災臨時措置条例」がそれぞれ初めて制定されている。広くデモ規制を目的とした公安条例としては、1948年4月の阪神教育事件を契機として、GHQ大阪地区支配当局の意向により大阪市で1948年7月31日に「行進、示威運動及び公の集会に関する条例」が制定されたのが初めてである。その後、多数の自治体が1948年から1950年までにかけて公安条例が制定された。
公安委員会が裁量により条件を付した結果、これに反発する活動主催者側との間で食い違いが生じ、合憲性について司法紛争になった。新潟県公安条例や東京都公安条例の最高裁合憲判決が出ても、下級審ではなおも過去の最高裁判決に沿いつつも別個の法理論で違憲判決を出していたが、徳島市公安条例を合憲とする1975年の最高裁判決（徳島市公安条例事件）により、公安条例の合憲性・合法性を争うことはほとんどなくなった。
公安条例を制定している自治体は都道府県のうち25都県、市町村のうち宇都宮、大阪、神戸など34市である。なお、公安条例が制定されていない自治体でも道路においてデモ活動等を行う場合には警察署長の許可を受ける必要がある（道路交通法第77条以下）。公安条例が県レベルでも市レベルでも制定されていない政令市として、福岡市、北九州市、熊本市が該当する。県庁所在地の一般市では、青森市、甲府市、鳥取市、高松市、松山市、高知市、長崎市、大分市、宮崎市、鹿児島市、那覇市が該当する。

## 規制
公共の場所において集団示威運動等を行う際には「学校行事」「通常の冠婚葬祭等の慣例による行事」「公職選挙における選挙期間中の政治集会」等を除き、一定時間前（48時間前又は72時間前）に公安委員会に申請しなければならない。公安委員会は公共の安寧を保持する上に直接危険を及ぼすと明らかに認められる場合以外は許可することが義務付けられている。ただし、集団示威運動等において必要な条件をつけることができ、主に以下の事項について規定されている。
- 官公庁の事務の妨害防止に関する事項
- 危険物携帯の制限等危害防止に関する事項
- 交通秩序維持に関する事項
- 集会秩序保持に関する事項
- 夜間の静謐保持に関する事項
- 公共の秩序又は公衆の衛生を保持するためやむを得ない場合の進路、場所又は日時の変更に関する事項

事前届け出をしなかったり、公安委員会の指定条件に反して集団示威運動等を行った主催者、指導者又は煽動者には1年以下の自由刑又は30万円以下の罰金刑（自治体によっては20万円以下の罰金）の刑事罰が規定されている。

### 国会周辺デモの公安条例による規制
1967年6月、憲法擁護国民連合が国会周辺デモを申請し、東京都公安委員会は会期中の国会周辺を避けるコース変更を条件に許可した。同連合は東京地裁にこの許可処分の執行停止を求めて訴え、同地裁はこれを認めて執行停止を命じたが、内閣総理大臣が行政事件訴訟法第27条を適用して裁判所の決定を取り消した。この後、同様にして国会デモに対し裁判所による執行停止決定、総理大臣によるその取り消しが繰り返され、公安条例の妥当性、司法権と行政権の関係などについて議論を呼んだ。同様の経緯で東京地裁の決定が行政権によって取り消された例は1970年までに8件あった。

## 批判
日本文藝家協会は「公安に名を借りて人民の自由を抹殺せんとする立法」だとして、1949年7月に反対声明をした。

## 条例名

### 都県の条例
| 都県     | 条例名                                               |
| -------- | ---------------------------------------------------- |
| 岩手県   | 集会、集団行進及び集団示威運動に関する条例           |
| 宮城県   | 行列行進集団示威運動に関する条例                     |
| 秋田県   | 道路交通等保全に関する条例                           |
| 山形県   | 集会、集団行進及び集団示威運動に関する条例           |
| 福島県   | 示威行進及び多衆の参加する公然の示威運動に関する条例 |
| 茨城県   | 集会、集団行進及び集団示威運動に関する条例           |
| 群馬県   | 群馬県集団示威運動等に関する条例                     |
| 埼玉県   | 集団行進及び集団示威運動に関する条例                 |
| 東京都   | 集会、集団行進及び集団示威運動に関する条例           |
| 千葉県   | 多衆行進又は集団運動に関する条例                     |
| 神奈川県 | 集会、集団行進及び集団示威運動に関する条例           |
| 新潟県   | 行列行進、集団示威運動に関する条例                   |
| 長野県   | 集会、集団行進及び集団示威運動に関する条例           |
| 静岡県   | 静岡県集団示威運動等に関する条例                     |
| 富山県   | 多衆運動に関する条例                                 |
| 石川県   | 多衆運動に関する条例                                 |
| 福井県   | 集会、集団行進および集団示威運動に関する条例         |
| 岐阜県   | 集会及び集団行進並びに集団示威運動に関する条例       |
| 愛知県   | 行進又は集団示威運動に関する条例                     |
| 三重県   | 示威行進及び集団示威運動に関する条例                 |
| 滋賀県   | 行進および集団示威運動に関する条例                   |
| 和歌山県 | 集団行進及び集団示威運動に関する条例                 |
| 島根県   | 集団行進及び集団示威運動に関する条例                 |
| 広島県   | 集団示威運動、集団行進及び集会に関する条例           |
| 佐賀県   | 集団行進及び集団示威運動に関する条例                 |

### 政令指定都市の条例
| 自治体 | 条例名                                     |
| ------ | ------------------------------------------ |
| 札幌市 | 集会、集団行進及び集団示威運動に関する条例 |
| 京都市 | 集会、集団行進及び集団示威運動に関する条例 |
| 大阪市 | 行進及び集団示威運動に関する条例           |
| 堺市   | 行進及び集団示威運動に関する条例           |
| 神戸市 | 集会、集団行進及び集団示威運動に関する条例 |
| 岡山市 | 行進及び集団示威運動に関する条例           |

## 公安条例に関する事件
- 新潟県公安条例事件
- 東京都公安条例事件
- 徳島市公安条例事件